# Hotelfachschule Thun

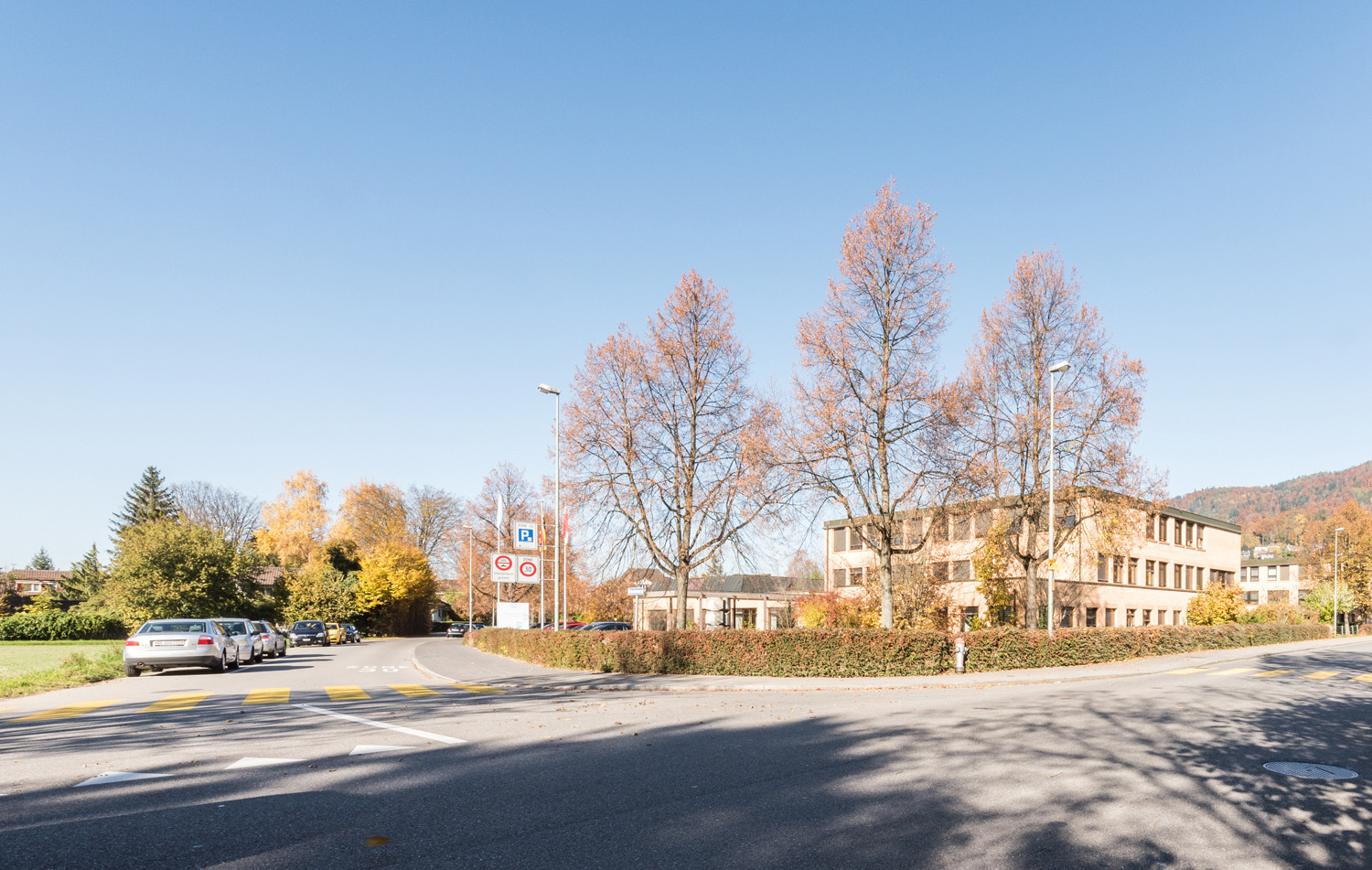
Hotelfachschule Thun

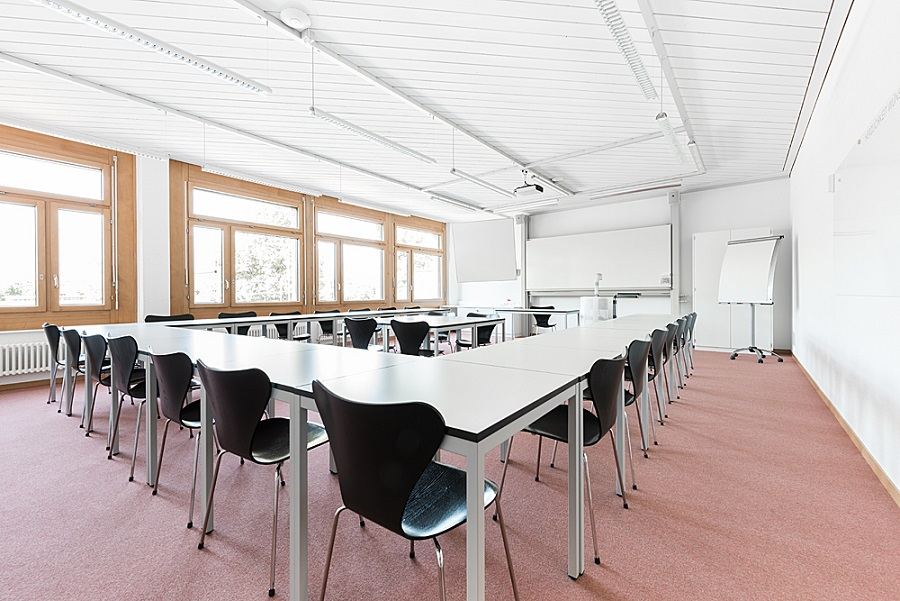
Klassenzimmer Hotelfachschule Thun

Die Hotelfachschule Thun ist eine deutschsprachige höhere Fachschule des Schweizer Hotelunternehmerverbandes Hotelleriesuisse, die Studenten auf die Funktionen im Gastgewerbe vorbereitet. Sie ist vom Bund anerkannt und wird von der öffentlichen Hand mitgetragen.

## Bildungsgang
Der dreijährige Bildungsgang wird im ersten Semester auf die theoretische (8 Wochen) und praktische Küchenausbildung (16 Wochen) fokussiert. Köchinnen bzw. Köche mit eidgenössischem Fähigkeitszeugnis sowie Bewerber/-innen mit einer äquivalenten Ausbildung sind davon dispensiert und können direkt im 2. Semester einsteigen. Im 2., 4. und 6. Semester findet Theorieunterricht in den Bereichen Gastronomie und Hotellerie, Wirtschaft und Recht sowie Sprache und Kommunikation statt. Die Semester 3 und 5 sind Praktikumssemester, die je nach Vorbildung in verschiedenen Abteilungen eines Hotel- oder Restaurationsbetriebes absolviert werden. Die Hotelfachschule Thun ist die einzige Hotelfachschule der Schweiz, an der das Studium auch berufsbegleitend in 6 Semestern absolviert werden kann. Zu den Alumni der Hotelfachschule Thun zählen unter anderem Ivo Adam oder Andreas Studer.
Künftig entstehen in den bestehenden Gebäuden der Hotelfachschule Thun ein Hotel und Serviced Apartments. The Lab Hotel wird über 52 Hotelzimmer und 13 Serviced Apartments verfügen, die vor allem auf längere Aufenthalte ausgerichtet sind. Gleichzeitig wird das Hotel neben dem Schulunterricht und dem (Praktikums-)Betrieb der Dritte Lernort für die Studierenden sein. Zusätzlich gibt es ein Campus Lab mit 29 Zimmern für Studierende. Eine moderne Restauration, eine Kaffeebar sowie Co-Working Spaces, die zum Arbeiten und Ausbilden ausgerichtet sind, ergänzen das Gesamtangebot. Gemeinsam mit Branchenpartnern aus Hotellerie und Gastronomie werden im Laborhotel Ideen zu Nachhaltigkeit, Schlafen, Digitalisierung, Community und neue Servicequalität getestet.

## Diplom und Zertifikate
Nach der bestandenen Diplomprüfung sind die Studierenden berechtigt, den geschützten und eidgenössisch anerkannten Titel als «diplomierte Hôtelière-Restauratrice HF» bzw. «diplomierter Hôtelier-Restaurateur HF» zu führen.
Zusätzlich können folgende Abschlüsse erlangt werden:
- Internationale Sprachzertifikate: «accueil» (Fremdsprachenzertifikate für Mitarbeitende in Hotellerie und Tourismus) Englisch und Französisch, BEC Higher (Business English Certificate)
- International Certification of Digital Literacy (ICDL)
- KOPAS (Kontaktperson für Arbeitssicherheit und Gesundheitsschutz)
- Ausweis Berufsbildner/-in (berechtigt, Lernende in Betrieben auszubilden)

## Nachdiplomstudium
Das Nachdiplomstudium HF «Hotelmanagement» gilt schweizweit als höchste Managementweiterbildung in der Hotellerie. Der Lehrgang wird von der Hotelfachschule Thun und Hotelleriesuisse durchgeführt. Ein Seminarzyklus umfasst vier in sich geschlossene Ausbildungsblöcke und verteilt sich auf 1½ Jahre. Nach erfolgreichem Abschluss sind die Absolvierenden berechtigt, den geschützten Titel «dipl. Hotelmanagerin NDS HF» bzw. «dipl. Hotelmanager NDS HF» zu führen.

## Qualitätsmanagement
Die Schule richtet ihr Qualitätsmanagement nach dem Führungsmodell Business Excellence bzw. EFQM (European Foundation for Quality Management) aus. Dieses Führungsinstrument hat einen systematischen Ansatz und wird in der Wirtschaft und in diversen Bildungsinstitutionen, speziell auf der Erwachsenenbildungsstufe, verwendet.